# Arquebisbat de Lió
El arquebisbat de Lió (francès: archidiocèse de Lyon, llatí: Archidioecesis Lugdunensis) és una jurisdicció eclesiàstica de l'Església Catòlica a França centrada a Lió. la primera comunitat cristiana es va estructurar a l'entorn de sant Potí vers 150. Fou el primer bisbat de la Gàl·lia; el segon bisbe fou sant Irineu, vingut d'Esmirna i deixeble de sant Policarp que havia estat deixeble al seu torn de sant Joan Evangelista. Al segle ix el bisbat fou elevat a arquebisbat sent el primer Agobard de Lió. Després van portar el títol de Primat de les Gàl·lies, que fou confirmat oficialment per Gregori VII el 1079. El titular actual és monsenyor Olivier de Germay.

## Territori
L'arxidiòcesi comprèn el departament francès del Roine i el districte de Roanne, al departament del Loira.
La seu arxiepiscopal és la ciutat de Lió, on es troba la catedral de Sant Joan Baptista.
El territori s'estén sobre 5.087 km² i està dividit en 143 parròquies, agrupades en 3 ardiaconats: l'ardiaconat Saint-Jean, que comprèn la zona urbana de Lió; l'ardiaconat Saint-Pierre, que s'estén sobre la resta del departament del Roine, i l'ardiaconat Notre-Dame, que comprèn el districte del Roanne.

### La província eclesiàstica
Des del 2002 la província eclesiàstica de Lió està constituïda per les següents diocesis sufragànies:
- Bisbat d'Annecy
- Bisbat de Belley-Ars
- Arquebisbat de Chambéry, Saint-Jean-de-Maurienne i Tarentèsa
- Bisbat de Grenoble-Vienne
- Bisbat de Saint-Étienne
- Bisbat de Valença
- Bisbat de Viviers

## Llista de bisbes i arquebisbes

### Bisbes
- ... -177: Pothinus (sant Potí)

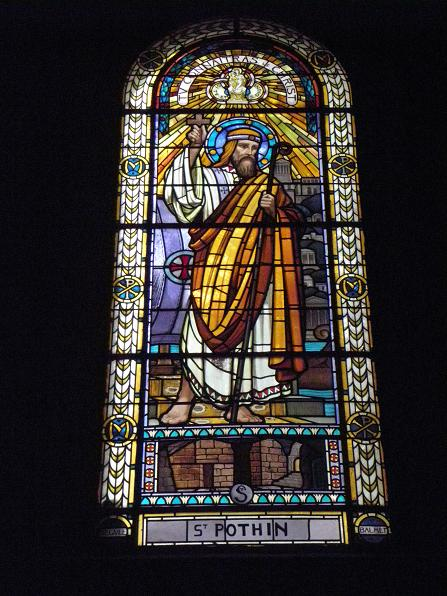
Saint Pothin

- 177-195? : Irenaeus (sant Ireneu de Lió)
- ? Zacharias
- ? Heli, sant
- ... 254... : Faustinus, (sant Faustí)
- ? Lucius Verus
- ? Julius
- ? Ptolémaeus
- ... 314... : Vocius (participà en el concili d'Arle de l'1 d'agost de 314 condemnant el donatisme
- ? Maximus (Màxim)
- ? Tetradius (Tetradi)
- ... 343... : Verissimus
- ... 374-381... : Justus (sant Just de Lió)
- ? : Alpinus (sant Albí)
- ? : MartinusSant Euqueri

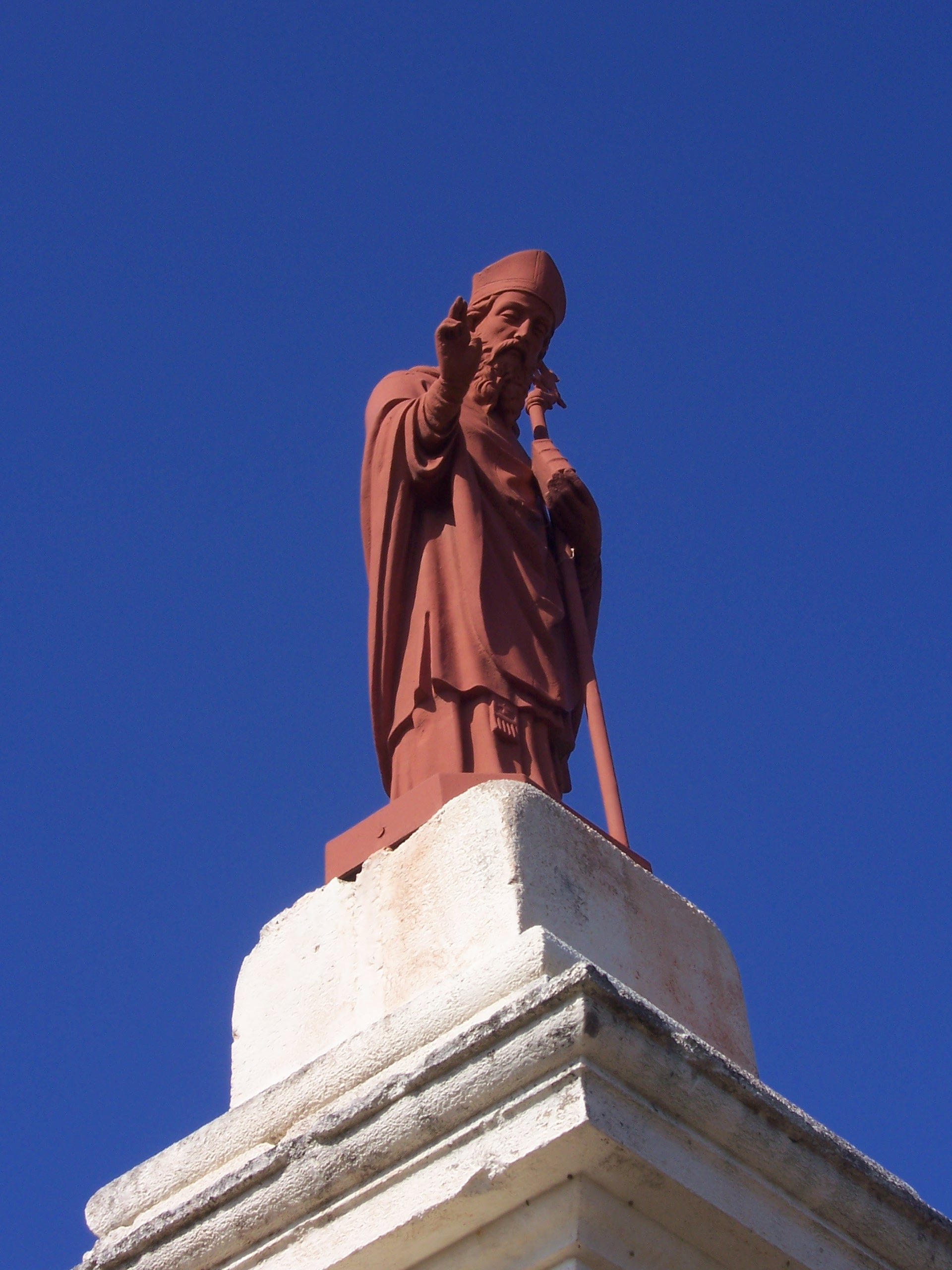
Sant Euqueri

- ? - v.410: Antiochus (sant Antíoc)
- ? : Elpidius (sant Elpidi de Lió)
- ? : Senator
- v.432-449: sant Euqueri de Lió)
- ... v.451-v.491... : Patiens (Sant Pacient de Lió)
- ? : Lupicinus

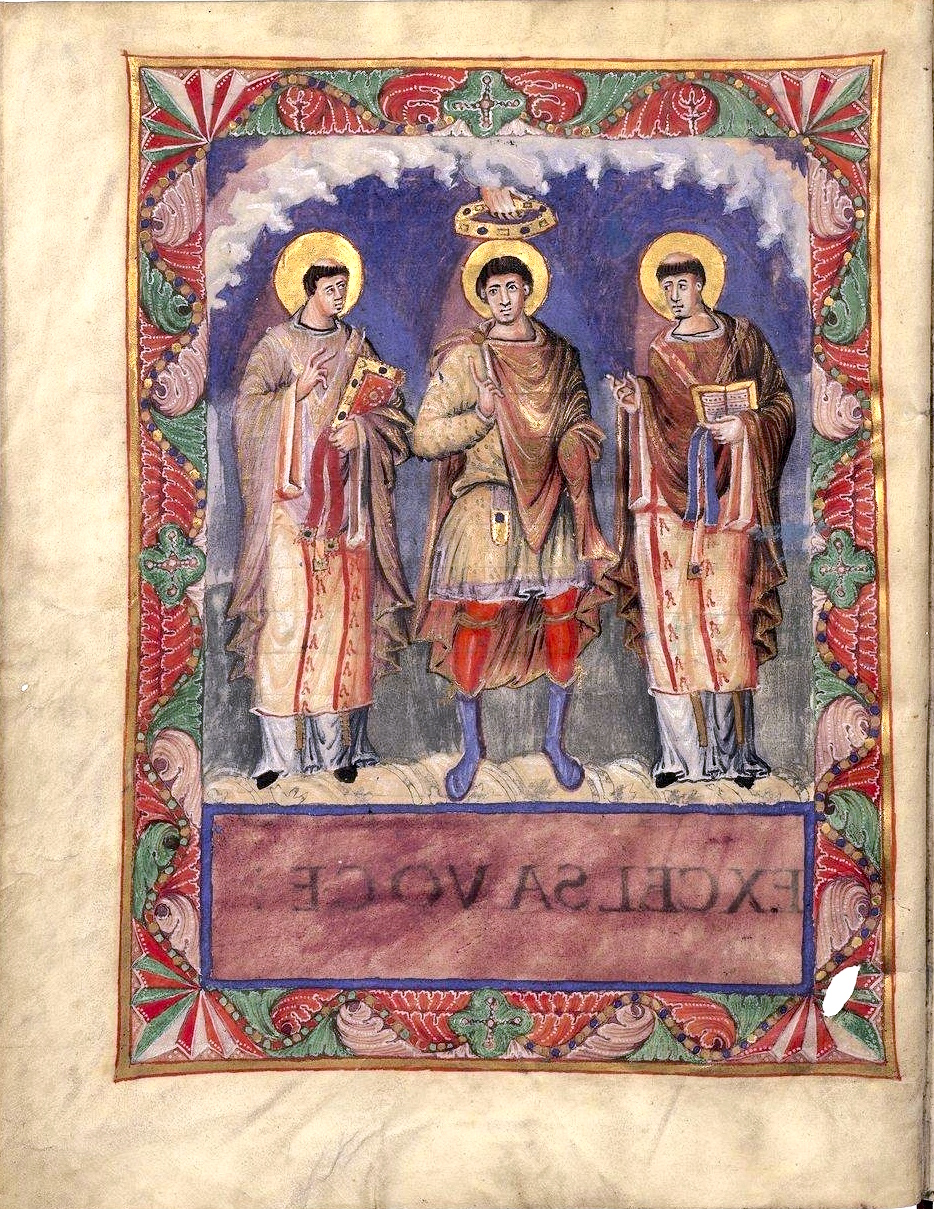
Carlemany amb els papes Gelasi I i Gregori I a la consagració de Carles el Calb.

- ... 494-501: Rusticus (sant Rústic de Lió)
- ? : Stephanus (sant Esteve de Lió)
- 514-523: Viventiolus (sant Vivenciol)
- ... 538... : Lupus (sant Llop de Lió)
- ? : Licontius (Léonce)
- ... 549-552: sant Sacerdos pare de sant Aurelià d'Arle, arquebisbe d'Arle
- 553-573: Nicetius (sant Nicet de Lió), nebot de l'anterior
- 573-585... : Priscus (sant Prisc de Lió)
- ... 589-602: Aetherius (sant Eteri de Lió)
- 602: Secundinus
- 602-614... : sant Aregi de Leió, a vegades Arigi de Lió (Aregius o Arigius), participà en el concili de París del 614 on va signar el primer.
- ... 626-627... : Tetricus
- ... 637-650... : Candericus
- ? : Viventius
- ... 654-658: Aunemundus (sant Onemond)
- ... 664-678: Genesius (sant Genesi de Lió)
- 678-684... : Landebertus (sant Lambert de Lió)
- 688-701... : Goduinus
- ... 712... : Fulcoaldus
- ? : Madalbertus
- ... 769-798: Adon
- 798-816: Leidrat de Lió

### Arquebisbes
- 816-840: sant Agobard de Lió;[3] primer arquebisbe
- 835-838: Amalari de Metz (Amalarius)
- 838-840: Agobard de Lió, altre cop
- 840-852: Amolon
- 852-875: sant Remi de Lió (Remi I)
- 875-895: Aurelià de Lió
- 895-906: Alwala
- 906-916: Austeri
- vers 919-922: Remi II
- vers 926-927: Ansqueric
- 928-949: Guiu I
- 949-vers 956: Burcard I de Lió
- v.957-978: Amblard de Thiers
- 979-1033: Burcard II de Lió

- 1033-1034: Burcard III
- 1041-1046: Odolric o Odalric[4]
- 1046-1050: Halinard
- 1052-1056: Humbert I
- vers 1063: Jofré de Vergy
- 1070-1076: Humbert (I o II)

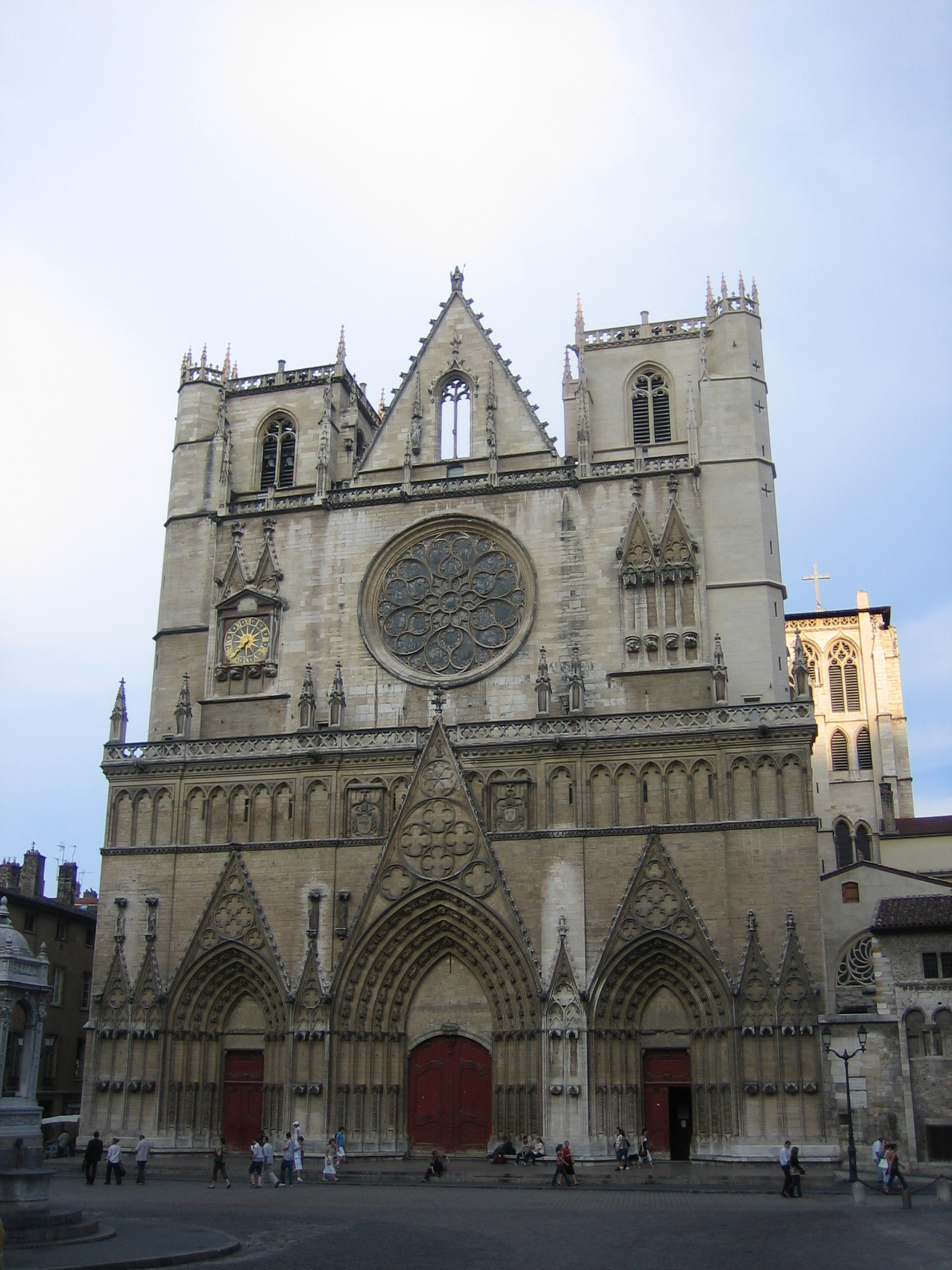
La primatiale Saint-Jean

- 1077-1082: Gébuí (anomenat sant Jubí); primer primat de les Gàl·lies.
- 1082-1106: Hug de Borgonya o de Die.
- 1107-1118: Josserand, anomenat també Gaucerand
- 1118-1125: Humbaud
- 1125-1129: Renaud de Semur, abat de Vézelay de 1106 a 1125[5]
- 1131-1139: Pere I
- 1139-1142: Folc
- 1143-1148: Amadeu I
- 1148-1153: Humbert (II o III), anomenta Humbert de Baugé (nebot del bisbe d'Autun Esteve I de Baugé)
- 1153-1163: Heracli de Montboissier Innocenci V

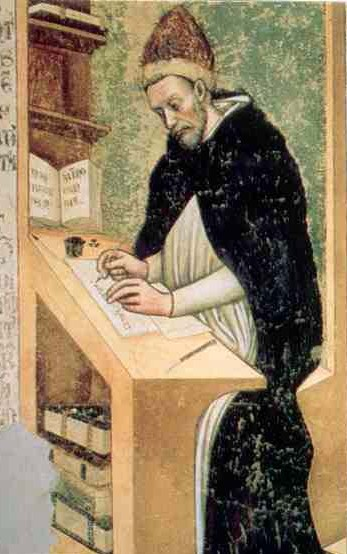
Innocenci V

- 1164: Drogó o Dreux de Beauvoir, arquebisbe elegit però no consagrat.
- 1165-1180: Guicard de Pontigny
- 1181-1193: Joan Belles-mains, abans bisbe de Poitiers
- 1193-1226: Renaud II de Forez
- 1227-1234: Robert d'Alvèrnia
- 1235-1236: Raül I de La Roche-Aymon
- 1236-1245: Aimeric de Rives
- 1246-1267: Felip I de Savoia també bisbe de Valence. Va renonciar per esdevenir comte de Savoia.
- 1267-1268: Guiu II de la Tour
- 1272-1273: Pere II de Tarentàsia. Cardenal i després papa com d'Innocenci V.
- 1273-1283: Ademar o Aimar de Rossellón
- 1284-1288: Raül de la Tourette (o Rodolf de Thorote o Thourote).[6]
- 1289-1294: Berard de Got
- 1295-1301: Enric I de Villars.[7]

- 1301-1308: Lluís de Villars

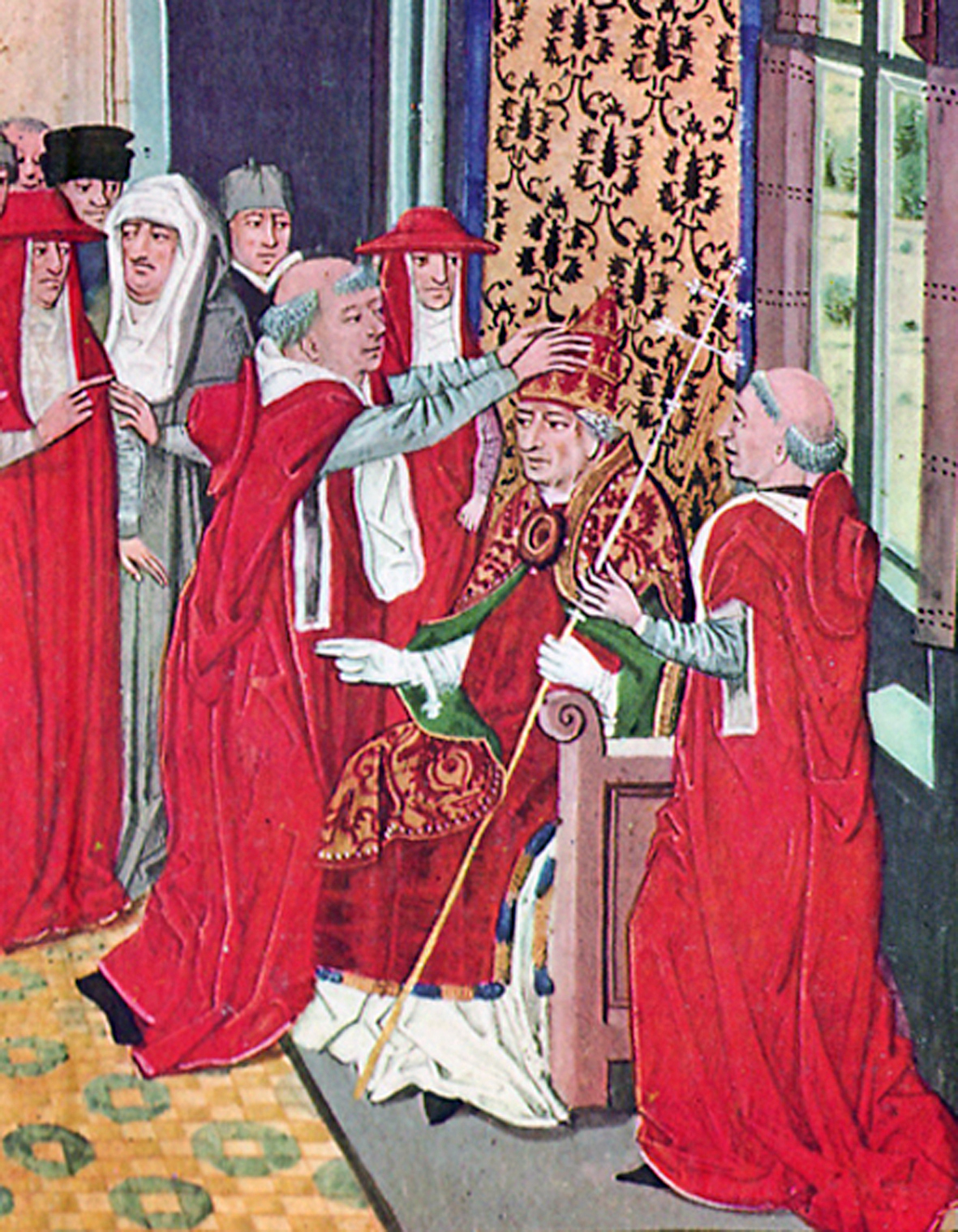
Guiu de Borgonya coronant al papa Gregori XI

- 1308-1332: Pere de Savoia, nebot d'Amadeu V de Savoia, va haver de consentir l'inrcoporació de Lió al regne de França
- 1332-1340: Guillem I de Sure
- 1340-1342: Guiu de Boulogne (cardenal)
- 1342-1354: Enric II de Villars
- 1356-1358: Ramon Saquet
- 1358-1365: Guillem II de Thurey
- 1365-1375: Charles d'Alençon (Carles I)
- 1375-1389: Joan de Talaru (cardenal)
- 1389-1415: Felip de Thurey
- 1415-1444: Amadeu II de Talaru (cardenal)
- 1444-1446: Jofré de Vassali
- 1446-1488: Carles de Borbó (Carles II) (cardenal, duc de Borbó el 1488)
- 1488-1499: Hug II de Talaru
- 1499-1500: André d'Espinay (cardenal)

- 1501-1536: Francesc II de Rohan

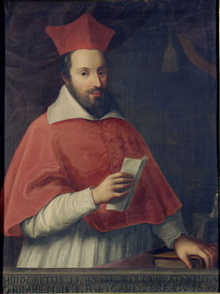
Hipòlit d'Este

  - 1537-1539: Joan de Lorena (cardenal) (administrador apostòlic)
  - 1539-1551: Hipòlit d'Este (cardenal) (administrador apostòlic)
- 1551-1562: Francesc de Tournon (cardenal)
  - 1562-1564: Hipòlit d'Este (cardenal) (administrador apostòlic)
- 1564-1573: Antoni I d'Albon
- 1574-1599: Pere de Saint-Priest d'Épinac (Pere d'Épinac)

- 1599-1604: Albert de Bellièvre
- 1604-1612: Claudi de Bellièvre

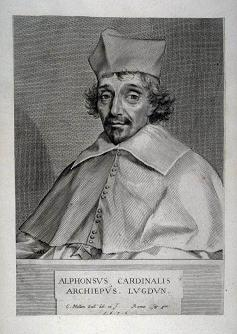
Alfons Lluís du Plessis

- 1612-1626: Dionisi Simó de Marquemont (cardenal)
- 1626-1628: Carles Miron
- 1628-1653: Alfons Lluís du Plessis de Richelieu (cardenal, germà del cardenal Richelieu)
- 1653-1693: Camil de Neufville de Villeroy

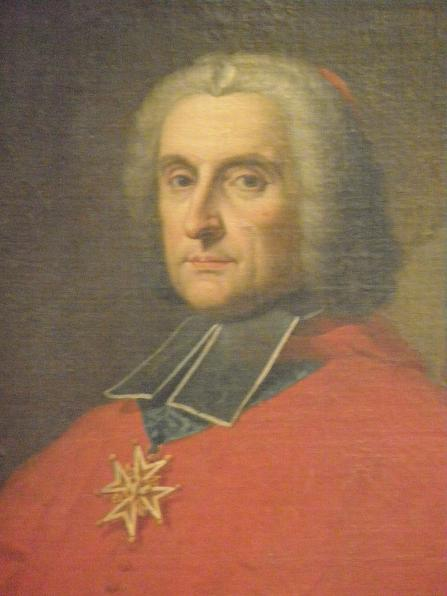
Pere Guerí de Tencin

- 1693-1714: Claudi II de Saint-Georges
- 1714-1731: Francesc Pau de Neufville de Villeroy
- 1731-1740: Carles Francesc de Chateauneuf de Rochebonne
- 1740-1758: Pere Guerí de Tencin (cardenal)
- 1758-1788: Antoni de Malvin de Montazet
- 1788-1799: Yves Alexandre de Marbeuf (va refusar fer jurament i es va considerar arquebisbe de Lió fins a la seva mort el 1799)
- : 1791-1794: Antoine-Adrien Lamourette, bisbe constitucional de Rhône-et-Loire
- : 1798-1802: Claude François Marie Primat, bisbe constitucional del departament del Roine

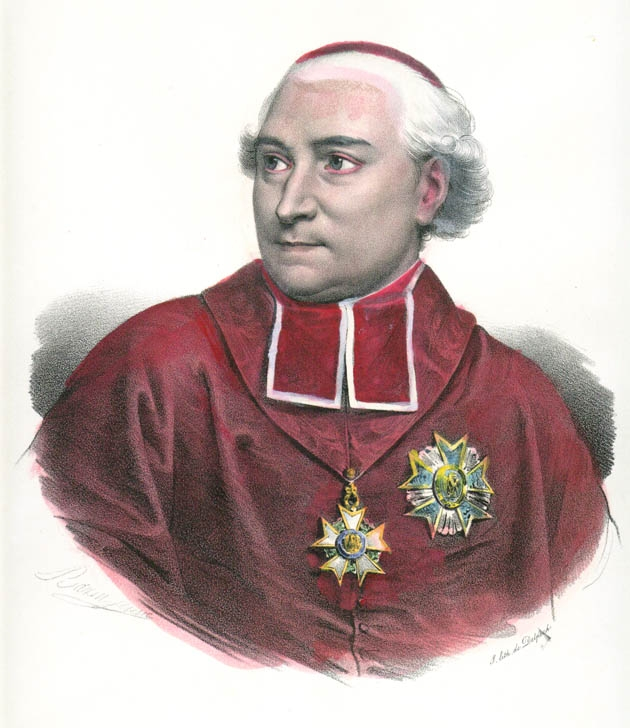
Joseph Fesch

- Joseph Fesch1802-1839: Joseph Fesch, cardenal, oncle de Napoleó Bonaparte
- : 1823-1839: Jean-Paul-Gaston de Pins, administrador apostòlic
- 1839-1870: Louis-Jacques-Maurice de Bonald, cardenal
- 1871-1875: Jacques Marie Achille Ginoulhiac
- 1876-1887: Louis-Marie Caverot, cardenal
- 1887-1893: Joseph-Alfred Foulon, cardenal
- 1893-1912: Pierre-Hector Coullié, cardenal

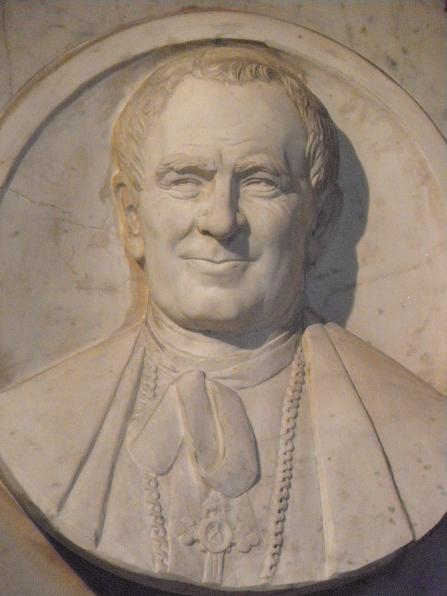
Louis-Joseph Maurin

- 1912-1916: Hector-Irénée Sevin, cardenal
- 1916-1936: Louis-Joseph Maurin, cardenal
- 1937-1965: Pierre Gerlier, cardenal
- 1965-1967: Jean-Marie Villot, cardenal
- 1967-1981: Alexandre Renard, cardenal
- 1981-1994: Albert Decourtray, cardenal
- 1995-1998: Jean Balland, cardenal
- 1998-2002: Louis-Marie Billé, cardenal

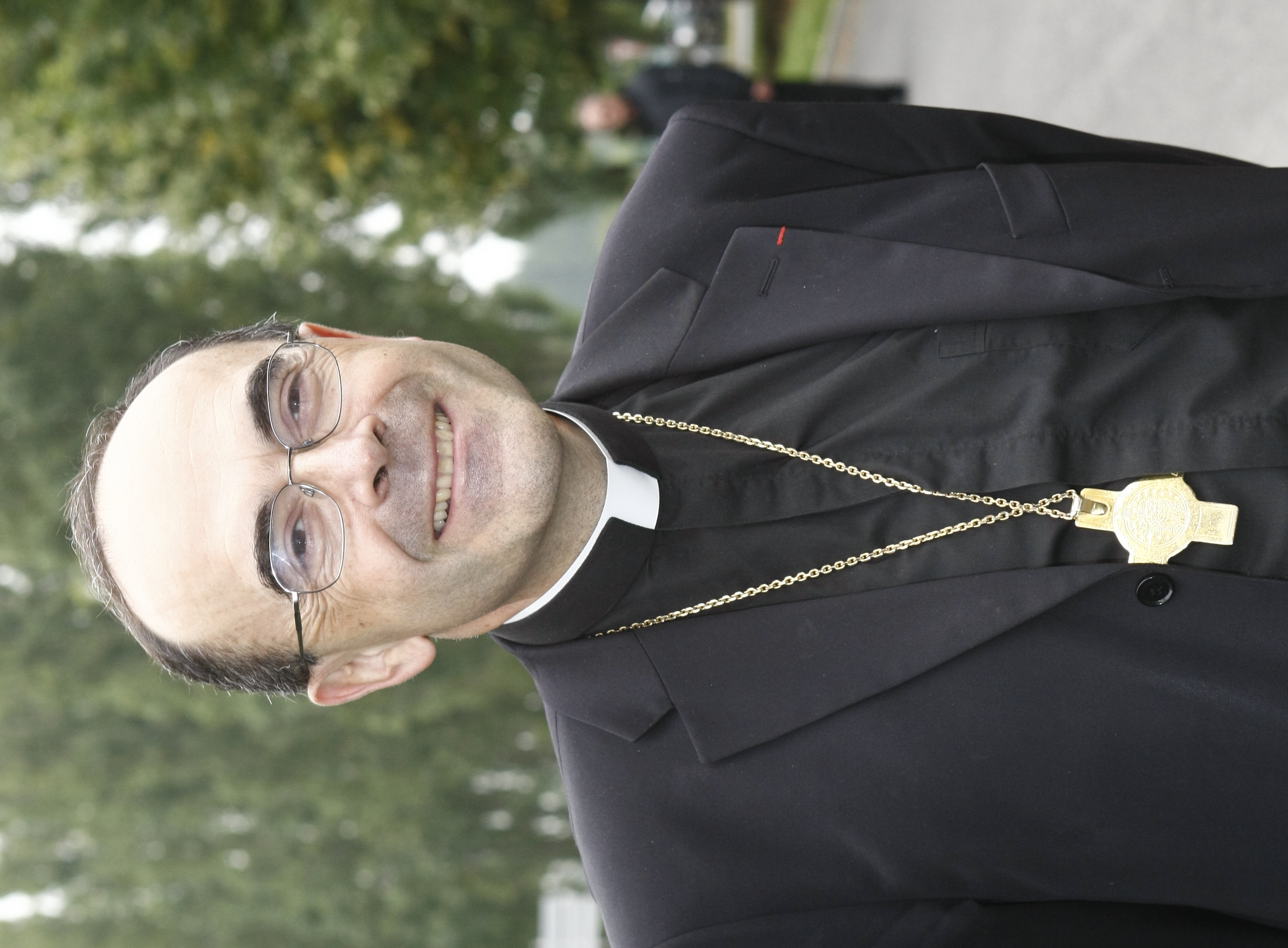
Philippe Barbarin

- 2002-2020: Philippe Barbarin, cardenal
- Desde el 2020: Olivier de Germay

## Estadístiques
A finals del 2016, la diòcesi tenia 1.240.272 batejats sobre una població de 1.936.940 persones, equivalent al 64,0% del total.
| any  | població  | població  | població | sacerdots | sacerdots       | sacerdots       | sacerdots             | diaques | religiosos | religiosos | parroquies |
| ---- | --------- | --------- | -------- | --------- | --------------- | --------------- | --------------------- | ------- | ---------- | ---------- | ---------- |
| any  | batejats  | total     | %        | total     | clergat secular | clergat regular | batejats por sacerdot | diaques | homes      | dones      |            |
| 1970 | 1.700.000 | 2.020.036 | 84,2     | 1.863     | 1.363           | 500             | 912                   | 2       | 980        | 4.600      | 743        |
| 1980 | 1.298.000 | 1.679.000 | 77,3     | 1.216     | 837             | 379             | 1.067                 | 5       | 676        | 3.676      | 522        |
| 1990 | 1.200.000 | 1.630.000 | 73,6     | 1.052     | 652             | 400             | 1.140                 | 22      | 679        | 2.859      | 516        |
| 1999 | 1.224.000 | 1.750.000 | 69,9     | 902       | 517             | 385             | 1.356                 | 40      | 776        | 2.090      | 486        |
| 2000 | 1.200.000 | 1.725.300 | 69,6     | 885       | 500             | 385             | 1.355                 | 44      | 409        | 2.090      | 514        |
| 2001 | 1.200.000 | 1.725.300 | 69,6     | 878       | 493             | 385             | 1.366                 | 46      | 399        | 2.090      | 514        |
| 2002 | 1.200.000 | 1.733.500 | 69,2     | 545       | 450             | 95              | 2.201                 | 48      | 108        | 2.090      | 189        |
| 2003 | 1.200.000 | 1.733.500 | 69,2     | 577       | 484             | 93              | 2.079                 | 50      | 106        | 2.090      | 175        |
| 2004 | 1.200.000 | 1.735.000 | 69,2     | 570       | 470             | 100             | 2.105                 | 51      | 114        | 2.090      | 160        |
| 2013 | 1.246.000 | 1.912.441 | 65,2     | 654       | 366             | 288             | 1.905                 | 64      | 574        | 1.322      | 149        |
| 2016 | 1.240.272 | 1.936.940 | 64,0     | 504       | 328             | 176             | 2.460                 | 80      | 330        | 1.011      | 143        |